# Audiovisuell industri
Audiovisuell industri är en samlingsbeteckning för den globala industri som utgörs av tillverkare, återförsäljare, mellanhänder, programmerare, kreatörer, konsulter och designers av audiovisuella produkter. Industrin består av de branscher vars grund är audiovisuell kommunikation, såsom film, TV, radio, datorspel samt en mängd kringverksamheter inom service, teknik och handel.
Utöver dessa kategorier finns en mängd service- och distributionsföretag vilka också ingår i den statistiska definitionen 
Aktörer inom de olika sektorerna kan vara innehållsskapare, rättighetsinnehavare, innehållsdistributörer som verkar i en värdekedja från produktion av innehåll såsom film, tv eller musik till distribution via bio, tv-kanaler, Internet eller mobiltelefon. Ibland inkluderas även inspelning och sändning av ljud och musik alltså både musikbranschen och radiosektorn. Kopplingen till reklambranschen är tydlig, inte minst beroende på dess länkar mellan reklamfilm å ena sidan och film och tv å andra sidan.
Datorspelsbranschen inkluderas inte i EU:s tjänstedirektiv om den audiovisuella industrin. Det beror på att datorspel bygger på programmering och räknas som mjukvara i den statistiska indelningen av branscher. Datorspelsföretagen inkluderas i samma statistiska koder som IT- och mjukvarubranschen .
I forskning, policies och politik som handlar om den audiovisuella industrin inkluderas datorspelsbranschen alltmer. Detta på grund av att:
1. datorspel består till största del av rörlig bild
2. teknikkonvergens
3. starka kopplingar till andra branscher inom den audiovisuella industrin
4. datorspel inkluderas alltmer i offentliga policysammanhang internationellt när den audiovisuella industrin diskuteras [3]